# Dobje, Žrelec
Dobje (nemško Aich an der Straße) je naselje v Občini Žrelec v Okraju Celovec-dežela na Koroškem v Avstriji.